# 2,2-Dimetil-butano
2,2-Dimetil-butano  é o isômero do hexano que possui um carbono quaternário.
No Brasil, este produto está na lista de produtos perigosos.